# Controverse sur la patrie
 (janvier 2025).
La controverse sur la patrie désigne un incident ayant eu lieu à Taïwan sous l'occupation japonaise.

## Contexte
Lin Hsien-tang (en) est un intellectuel taïwanais engagé dans la défense des droits de Taïwan. Il réalise en 1936 un voyage à travers la Chine, alors sous occupation japonaise.

## Incident
Au cours de l'une de ces visites, il aurait fait référence à la Chine comme à la « patrie » (祖國). Cet évènement aurait par la suite été rapporté au chef de l’armée japonaise à Taïwan.
Par la suite, un militant d'extrême droite japonais, Uruma Zenbee (賣間 善兵衛) a agressé Lin Hsien-tang verbalement et physiquement.

## Conséquences
À la suite de pressions, Lin a été contraint de démissionner de tout ses postes directionnels et a déménagé à Tokyo avec toute sa famille.